# Anton Zogaj
Anton Zogaj (* 1902, nach anderen Quellen 1905 oder am 26. Juli 1908 in Kthella in der Mirdita; † 1946, nach anderer Quelle 1948 in Durrës) war ein albanischer römisch-katholischer Priester, der im kommunistischen Regime um seines Glaubens willen erschossen wurde. Er gehört zu den Achtunddreißig Märtyrern von Albanien.

## Leben
Als Sohn von Maria und Lek in der Mirdita geboren, wuchs er in Gjakota im Kosovo auf. Nach der Grundschule besuchte er das Päpstliche Seminar in Shkodra; in dieser Zeit wohnte er im Konvikt „Malet tona“. 1920 schloss er diese Schule ab.
Theologie und Philosophie studierte er in Österreich, im Jahr 1931 erhielt er in Trenning das Diplom. Bis dahin hatte er eine Reihe europäischer Sprachen, darunter Deutsch, Italienisch und Französisch, erlernt. Am 26. April 1932 wurde er zum Priester geweiht und war Pfarrer in Durrës.
Wegen seiner herausragenden Studienergebnisse wurde er zum Sekretär des Erzbischofs Vinçenc Kolë Prennushi ernannt, dem er mit besonderer Treue diente. Unter den Gläubigen galt er als guter und bescheidener Priester. Über seine Hinrichtung gibt es verschiedene Versionen, die darin übereinstimmen, dass er in Porto Romano bei Durrës erschossen wurde. Als Hinrichtungsjahr wird einmal 1946, einmal 1948 (und zwar am 9. März, nach Verhaftung am 18. Mai 1947) angegeben. Das Todesurteil wurde wegen der Straftat „Tätigkeit gegen das albanische Volk“ ausgesprochen. Sein Grab ist nicht bekannt.

## Seligsprechungsverfahren
Die Seligsprechung von Anton Zogaj und 37 weiteren Märtyrern aus der Zeit des albanischen Kommunismus fand am 5. November 2016 in Shkodra statt. Der Präfekt der Kongregation für die Selig- und Heiligsprechungsverfahren, Kardinal Angelo Amato, leitete im Auftrag von Papst Franziskus die Feierlichkeiten.